# کورزه (خداآفرین)
کورزق(کورزه) (kurazag) یکی از روستاهای استان آذربایجان شرقی است که در دهستان منجوان شرقی بخش منجوان شهرستان خداآفرین واقع شده‌است. بر اساس سرشماری ۱۳۹۰، جمعیت روستا ۲۴۴نفر ۱۲۹ زن و۱۱۵ مرد در ۶۶ خانوار بود.
در آستانه انقلاب سفید، که نقشی عمده در فروپاشی نهایی ساختار ایلی ایران داشت، تیره‌ای از ایل محمد خانلو، شامل ۱۶ خانوار، از روستای مفروضلو بعنوان قشلاق استفاده می‌کردند.